# Wednesday Island (Antarktika)
Wednesday Island (wörtlich aus dem Englischen übersetzt Mittwochinsel) ist eine 1,5 km lange Insel im Wilhelm-Archipel westlich der Antarktischen Halbinsel. Sie liegt am östlichen Ende der Wauwermans-Inseln im nördlichen Teil des Archipels.
Der deutsche Polarforscher Eduard Dallmann entdeckte 1874 die Wauwermans-Inseln, die später bei der Belgica-Expedition (1897–1899) unter der Leitung des belgischen Polarforschers Adrien de Gerlache de Gomery und der Vierten Französischen Antarktisexpedition (1903–1905) unter der Leitung Jean-Baptiste Charcots grob kartiert wurden. Teilnehmer der British Graham Land Expedition (1934–1937) unter der Leitung des australischen Polarforschers John Rymill kartierten speziell die hier beschriebene Insel und benannten sie so, weil sie sie an einem Mittwoch sichteten.
Argentinische Wissenschaftler fassten diese bei ihnen unbenannte Insel und kleinere vorgelagerte Inseln deskriptiv als Islas Articuladas (spanisch für Gegliederte Inseln) zusammen.